# اوزبورون (بولوادین)
اوزبورون (به ترکی استانبولی: Özburun) یک منطقهٔ مسکونی در ترکیه است که در بولوادین واقع شده‌است.